# Pearl Abyss
Pearl Abyss（パールアビス）は2010年9月に設立されたPC、モバイル、コンソールのMMORPG（多人数参加型ネットワークRPG）を開発、運営するゲーム会社である。

## 概要
本社は韓国、海外オフィスは日本、台湾、アメリカ、ヨーロッパにそれぞれ設立している。
日本のオフィスは2018年7月に Pearl Abyss JPとして設立され、2021年現在では約50人のメンバーによって日本語化、運営している。
代表作の「黒い砂漠」（英記：Black Desert）は2015年4月1日から10日間プレオープンテストが行われ、同年5月8日に正式サービスが開始された。
4Gamer.netの読者レビュー評価は94点と非常に高い評価を得ており（2021年8月時点）、現在は全世界100か国以上、12種の言語に翻訳されてサービスしている。
2021年現在「紅の砂漠」、「ドケビ」、「プラン8」が開発中である。

## ゲームタイトル
- 黒い砂漠[3]
- 黒い砂漠MOBILE[4]
- シャドウアリーナ[5]
- 紅の砂漠（開発中）
- ドケビ（開発中）[6]
- プラン8（開発中）

## 沿革
2015年
・5月8日- PC版『黒い砂漠』を日本正式サービス開始。

2018年
・7月 - 日本サービスをより充実されるためPearl Abyss JPを設立。

2019年
・2月26日 - iOS/Android版『黒い砂漠MOBILE』を日本正式サービス開始。
・3月4日 - 海外向けにXbox One版『黒い砂漠』を発売。
・8月23日 ‐ PS4版『黒い砂漠』を発売、PS Store内の「PS4タイトルランキング」で1位を獲得。
・11月14日 ‐ 「G-Star2019」にて開発中の新作「シャドウアリーナ」、「紅の砂漠」、「ドケビ」、「プラン8」を発表。

2020年
・3月24日 - 『黒い砂漠』の日本向けのサービスがゲームオンからPearl Abyss JPへと移管。
・5月21日 ‐ Steamにて『シャドウアリーナ』のアーリーアクセスを開始。
・9月10日 ‐ Pearl Abyss創立10周年、『黒い砂漠』IPにてグローバル累計売上が2兆ウォンを突破。 
・12月3日 ‐ PS4版『黒い砂漠』がPlayStation Partner Awardsを受賞。

2021年
・7月12日 ‐ 「パールアビスアートセンター」設立を発表。
・7月21日 ‐ PC版『黒い砂漠』が日本Steamよりサービス開始。
・9月6日 ‐ 『黒い砂漠』『黒い砂漠モバイル』×サヴァ(Ça va?)缶発売。